# Антиформалістичний райок
«Антиформалістичний райок» (рос. Антиформалистический раёк) — музичний твір Дмитра Шостаковича для чотирьох басів, читця, хору та фортепіано. Створювався з 1948 по 1968 рік, вперше виконаний на сцені 1989 року у Вашингтоні.
Не має номера в списку опусів композитора. Являє собою одноактну сатиричну кантату або міні-оперу, присвячену зборам музичних діячів, спрямованому на засудження формалізму в музиці. Це єдиний великий твір Шостаковича, написаний на власний текст.

## Історія створення
Жанр твору пов'язується з музичною сатирою Модеста Мусоргського «Райок» (1870), в якій той висміював музичних діячів, які виступали проти принципів «Могутньої купки».
Ідея твору виникла у композитора 1948 року, коли внаслідок невдоволення, яке у Сталіна викликала опера Вано Мураделі «Велика дружба», в СРСР почалася масштабна пропагандистська кампанія за народність та проти антинародності та формалізму в музиці. В ЦК ВКП (б) відбулася триденна нарада діячів радянської музики, в якій взяли участь більше 70 радянських композиторів, музикознавців та музичних діячів. 10 лютого 1948 року вийшла постанова ЦК «Про оперу „Велика дружба“ В. Мураделі», в якій згадувалися і «антинародні, формалістичні збочення у творчості Д. Шостаковича». Незабаром цькування «формалістів» продовжилося на зборах в Центральному Будинку композиторів, а потім і на Першому Всесоюзному з'їзді Спілки композиторів СРСР. Одним з основних об'єктів критики на зборах і в пресі був Шостакович, якого було звільнено з Ленінградської консерваторії, а його твори перестали виконувати найбільші радянські оркестри.
Перша редакція «Райка» була готова в травні 1948 року, проте композитор показав її лише декільком близьким друзям (в тому числі Григорію Козинцеву та Ісакові Глікману). Надії на публічне виконання твору з'явилися під час «відлиги», і 1957 року «Райок» був доопрацьований. Однак заборона прем'єри 13-ї симфонії Шостаковича 1962 року і ряд гучних політичних процесів у СРСР зробили виконання «Райку» неможливим. У своєму остаточному вигляді «Райок» був завершений 1968 року, однак за життя композитора так і не виконувався.
Рукопис твору був збережений музикознавцем Левом Лебединським, який лише 1987 року таємно передав його через Швейцарію Мстиславу Ростроповичу. Ростропович вперше виконав його 12 січня 1989 року в концертному залі Центру ім. Кеннеді у Вашингтоні (текст в англійському перекладі, у скороченні). В СРСР прем'єра відбулася 25 вересня 1989 року у Великому залі Московської консерваторії в рамках концерту, присвяченого 83-річчю з дня народження Шостаковича. «Райок» виконали Державний камерний хор Міністерства культури СРСР під керуванням Валерія Полянського (солісти Ю. Вишняков, Є. Чепиков, А. Образцов, Н. Коновалов, піаніст І. Худолій, читець Д. Дорліак).

## Літературна версія
«Антиформалістичний райок» є не лише музичним, а й літературним твором (текст був уперше опублікований 1993 року в журналі «Наша спадщина»). Його повний підзаголовок: «Для читця, чотирьох басів та змішаного хору в супроводі фортепіано. Слова та музика невідомих авторів. На допомогу вивчаючим. Боротьба реалістичного напрямку в музиці з формалістичним напрямком у музиці». Тим самим, "видання свого сатиричного твору Шостакович задумав як пародію на відомі пропагандистські видання типу «На допомогу вивчаючим „Короткий курс історії ВКП (б)“», «На допомогу вивчаючим марксистсько-ленінську естетику» тощо".
Тексту, виконуваному співаками, передує вступ «Від видавництва», в якому йдеться про те, що рукопис цього твору «був виявлений в ящику з нечистотами кандидатом витончених наук П. І. Опостиловим». У подальшому тексті передмови Опостилов переказує сюжет твору, відзначаючи, що «музика органічно зливається з текстом, багатим глибокими думками, що витікають з надихаючих вказівок». Після передмови слідує доповнення від видавництва про те, що згодом «Тов. Опостилов, борючись, згідно з надихаючими вказівками, направо та наліво, втратив рівновагу і впав у ящик з нечистотами», де і загинув. Повідомляється також, що «Відділ Музичної Безпеки» веде пошук невідомих авторів твори.
Завершують текст твору «Питання з єдініце-двойко-тройкінської естетики» (наприклад, «Яку музику пишуть народні композитори?», «Чи вимагаємо ми від музики краси та витонченості?», «Якою має бути лезгинка в кавказьких операх?»).
Вступний текст був написаний пізніше від основної частини, 1964 року.

## Цитування та прототипи
У літературній основі тексту лежать справжні висловлювання партійних лідерів того часу та їхні характерні мовні інтонації. Прототипи персонажів — Сталін (Єдініцин), Жданов (Двойкін) та Шепілов (Тройкін). (Головуючий одному з найвідоміших виконавців усіх чотирьох партій «Райка» Олексію Мочалова бачився як «такий собі „волгарь“ (поволжець), щось в ньому від Максима Горького».)
Для мови Єдініцина характерні «кліше сталінського дискурсу з його нав'язливими тавтологіями, претензійною логічністю та лихою циклічністю, катехитичною риторикою питань-відповідей, що задаються самому собі, і подвійною негацією», які «розкривають головну властивість сталінського наративу — порожнечу, що зяє в порожніх граматичних конструкціях».
Мова Двойкіна, навпаки, побудована на прямих цитуваннях промови Жданова на нараді в ЦК 1948 року, в якій він стверджував, що «ми стоїмо за красиву, витончену музику», що «цілий ряд творів сучасних композиторів… нагадує… чи то бормашину, чи то музичну душогубку» і згадував «популярні мелодії лезгинки».
Перша частина арії Тройкіна також містить цитати з промови Жданова, при цьому присутня деталь, що відсилає безпосередньо до Шепілова, який виголосив неправильний наголос у прізвищі Римського-Корсакова у промові на Другому з'їзді Спілки композиторів (1957).
Велику роль у творі відіграють музичні цитати:
- туш звучить кілька разів під час виступів Єдініцина та Двойкіна;
- мова Едініцина багато в чому заснована на мелодії улюбленої Сталіним пісні «Суліко»;
- в кінці промови Двойкіна використана мелодія кавказької «Лезгинки» та ремінісценція з оперети самого Шостаковича «Москва, Черемушки»;
- виступ Тройкіна починається з російської народної мелодії «Камаринська», а потім послідовно звучать інтонації пісні Тихона Хрєнникова «Річкова пісенька» з кінофільму «Вірні друзі», російська народна пісня «Калинка» і куплети з комічної опери Робера Планкетта «Корневільські дзвони».

У словах Тройкіна «Глинка, Дзержинка, Тишинка моя,/Расхреновая поема, сюитка моя» прочитуються імена ідеологічних супротивників Шостаковича — «народних» композиторів Тихона Хреннікова та Івана Дзержинського.
Реальний прототип є й у тов. Опостилова, згадуваного в передмові — ним є Павло Іванович Апостолів (1905—1969), диригент військових оркестрів та працівник апарату ЦК ВКП (б).

## Записи
- 1989 — Вокальний ансамбль «Audite nova». Солісти: Н. Гюзель, Н. Сторожев, Р. Тесаровіч, А. Володя. Диригент: М. Ростропович (ERATO ECD 75571, 1990)[10].
- 1989 — Хорове товариство Вашингтона. Солісти: J. Deutsch, E. Halfvarson, J. Rodescu, A. Wentzel. Диригент: М. Ростропович (ERATO ECD 75571, 1990)[10].
- 1993 — Державна академічна симфонічна капела Росії. Солісти: С. Яковенко, І. Шепс. Диригент: В. К. Полянський (SAISON RUSS/ CDM LDC 288 075, 1994)[10].
- 1995 — Оркестр Московського державного академічного камерного музичного театру п/у Б. А. Покровського. Соліст: А. Мочалов. диригент: А. Левін (TRITON 17 008, 1996)[10].
- 2002 — Запис в церкві св. Катерини, Санкт-Петербург. Федір Кузнєцов, бас; Юрій Сєров, фортепіано; Молодіжний камерний хор Санкт-Петербурга, художній керівник та диригент Юлія Хуторецька[11].

### Виконання в Україні
- 2006 — з нагоди ювілею Дмитра Шостаковича, соліст — Іван Чайченко[12].
- 2007 — в рамках Форуму «Музика молодих» під назвою «Музична сатира XX—XXI століття», автор проекту — Андрій Бондаренко, солісти — Роман Мороз, Віктор Давиденко[13].
- 2011 — в рамках фестивалю «Київська весна», проект Романа Кофмана, соліст — Олексій Мочалов[14].
- 2014 — у Львівському драматичному театрі імені Лесі Українки за постановкою Олексія Коломійцева та участю солістів Харківської національної опери.[15]

### Сучасна цензура
29 березня 2013 «Антиформалістичний райок» планувалося поставити в полтавському музично-драматичний театру ім. М. В. Гоголя, режисер-постановник — Олексій Коломійцев, однак з ініціативи директора театру Олексія Андрієнка спектакль було скасовано, а режисера-постановника піддано переслідуванням.